# Wola (rejon nowousmański)
Wola (ros. Воля) – osiedle w Rosji, w obwodzie woroneskim, w rejonie nowousmańskim. W 2010 liczyło 7803 mieszkańców.